# Lancashire County Cricket Club
Il Lancashire County Cricket Club è una delle 18 squadre di cricket che rappresentano le contee tradizionali nel County Championship. Nel corso della sua storia ha vinto il torneo 9 volte (di cui una, quella del 1950, condivisa con il Surrey).

## Palmares
- County Championship (8) - 1897, 1904, 1926, 1927, 1928, 1930, 1934, 1950 (condiviso), 2011
  - Division Two (1) – 2005, 2013
- Gillette/NatWest/C&G Trophy (7) – 1970, 1971, 1972, 1975, 1990, 1996, 1998
- Sunday/National/Pro40 League (5) – 1969, 1970, 1989, 1998, 1999

Division Two (1) – 2003
- Benson and Hedges Cup (4) – 1984, 1990, 1995, 1996